# Vitulano
Vitulano község (comune) Olaszország Campania régiójában, Benevento megyében.

## Fekvése
A megye északnyugatra részén fekszik, 50 km-re északkeletre Nápolytól, 12 km-re északnyugatra a megyeszékhelytől. Határai: Campoli del Monte Taburno, Castelpoto, Cautano, Foglianise, Frasso Telesino, Guardia Sanframondi, Paupisi, San Lorenzo Maggiore, Solopaca és Torrecuso.

## Története
A település első említése a normann időkből származik (11. század), bár egyes történészek szerint az ókori szamnisz város, Vitalium helyén épült fel. A következő századokban nemesi birtok volt. A 19. században nyerte el önállóságát, amikor a Nápolyi Királyságban felszámolták a feudalizmust.

## Népessége
A népesség számának alakulása:

## Főbb látnivalói
- Fontana Reale (díszkút)
- Santa Menna-remetelak)
- Santa Trinità-templom
- Santo Spirito-templom
- Santa Maria Maggiore-templom
- Santa Croce-templom
- San Pietro-templom
- Madonna delle Grazie-templom
- Santa Maria in Gruptis-apátság

## Híres emberek
- Itt született 1833. február 10-én Camillo Mazzella bíboros